# Алмалык (Башкортостан)
Алмалык (баш. Алмалыҡ) — деревня в Кармаскалинском районе Республики Башкортостан Российской Федерации. Входит в состав Бузовьязовского сельсовета.

## География

### Географическое положение
Расстояние до:
- районного центра (Кармаскалы): 32 км,
- центра сельсовета (Бузовьязы): 4 км,
- ближайшей ж/д станции (Карламан): 44 км.

## История
Указом Президиума Верховного Совета Республики Башкортостан от 14 мая 1993 года № 6-2/207 Посёлок Госпитомника Бузовьязовского сельсовета был переименован в деревню Алмалык.

## Население
| 2002 | 2009 | 2010 |
| ---- | ---- | ---- |
| 250  | ↘233 | ↗236 |

Национальный состав
Согласно переписи 2002 года, преобладающие национальности —  башкиры (42 %), татары (34 %).